# Борзнянський повіт
Борзнянський повіт — адміністративно-територіальна одиниця Чернігівської губернії. Повітове місто — Борзна.
Повіт утворений в 1782 році в складі Чернігівського намісництва (утворене 19 січня 1782 року), з 1797 року в Малоросійській губернії, з 1802-го — Чернігівській губернії[джерело?].
Повіт знаходився на півдні губернії і являв собою майже правильний прямий чотирикутник. На заході межував з Ніжинським, на півночі з Сосницьким, на сході з Конотопським повітами Чернігівської губернії. На півдні межував з Прилуцьким повітом Полтавської губернії. Площа повіту становила 2 589 верст² (2 946 км²).

## Населення
Згідно з переписом населення Російської імперії 1897 року в повіті проживало 146 595 чоловік:
- 93,8 % — українці
- 2,45 % — євреї
- 0,63 % — росіяни
- 2,99 % — німці

## Адміністративний устрій

Мапа Борзнянського повіту

Населені місця складали такі пункти: 2 містечка, 46 сіл, 9 селищ, 6 колоній, 111 хуторів і поселень. Великих населених пунктів, що мали понад тисячу жителів, 36. З них особливо великі — Ічня з населенням 6 500 жителів; Івангород — 3 700, Шаповалівка — 3 500. Німецькі поселення (вихідці із Сілезії та Ганновера) були розташовані на місці колишнього міста Біла Вежа, що нібито існувало в XII столітті.
На початку XIX століття від Борзнянського повіту були відрізані південні території нинішнього Бахмацького району, зокрема села Гайворон, Голінка, Григорівка тощо (вони приєднані до Конотопського повіту).
Повіт поділявся на 3 стани 13 волостей:
| Волость                   | Волосний центр   | Кількість сільських общин |
| ------------------------- | ---------------- | ------------------------- |
| І стан                    |                  |                           |
| Борзнянська волость       | Борзна           | 43                        |
| Комарівська волость       | Комарівка        | 13                        |
| Хорошеозерська волость    | Хороше Озеро     | 18                        |
| ІІ стан                   |                  |                           |
| Плисківська волость       | Плиски           | 5                         |
| Шаповалівська волость     | Шаповалівка      | 24                        |
| Стрільницька волость      | Стрільники       | 15                        |
| Великозагорівська волость | Велика Загорівка | 20                        |
| Кальчинівська волость     | Кальчинівка      | 7                         |
| Фастівецька волость       | Фастівці         | 15                        |
| ІІІ стан                  |                  |                           |
| Івангородська волость     | Івангород        | 13                        |
| Бурімська волость         | Бурімка          | 16                        |
| Ічнянська волость         | Ічня             | 15                        |
| Парафіївська волость      | Парафіївка       | 7                         |

та місто Борзна із поселенням Конашівка та слободою Часниківка.